# Paraty
Paraty es una ciudad brasileña en el occidente del Estado de Río de Janeiro, microrregión de la Bahía de Ilha Grande.
Muy antigua para los estándares sudamericanos, la ciudad fue poblada entre 1533 y 1560, en 1667 obtuvo su emancipación política decretada por el rey de Portugal, volviéndose independiente de Angra dos Reis.

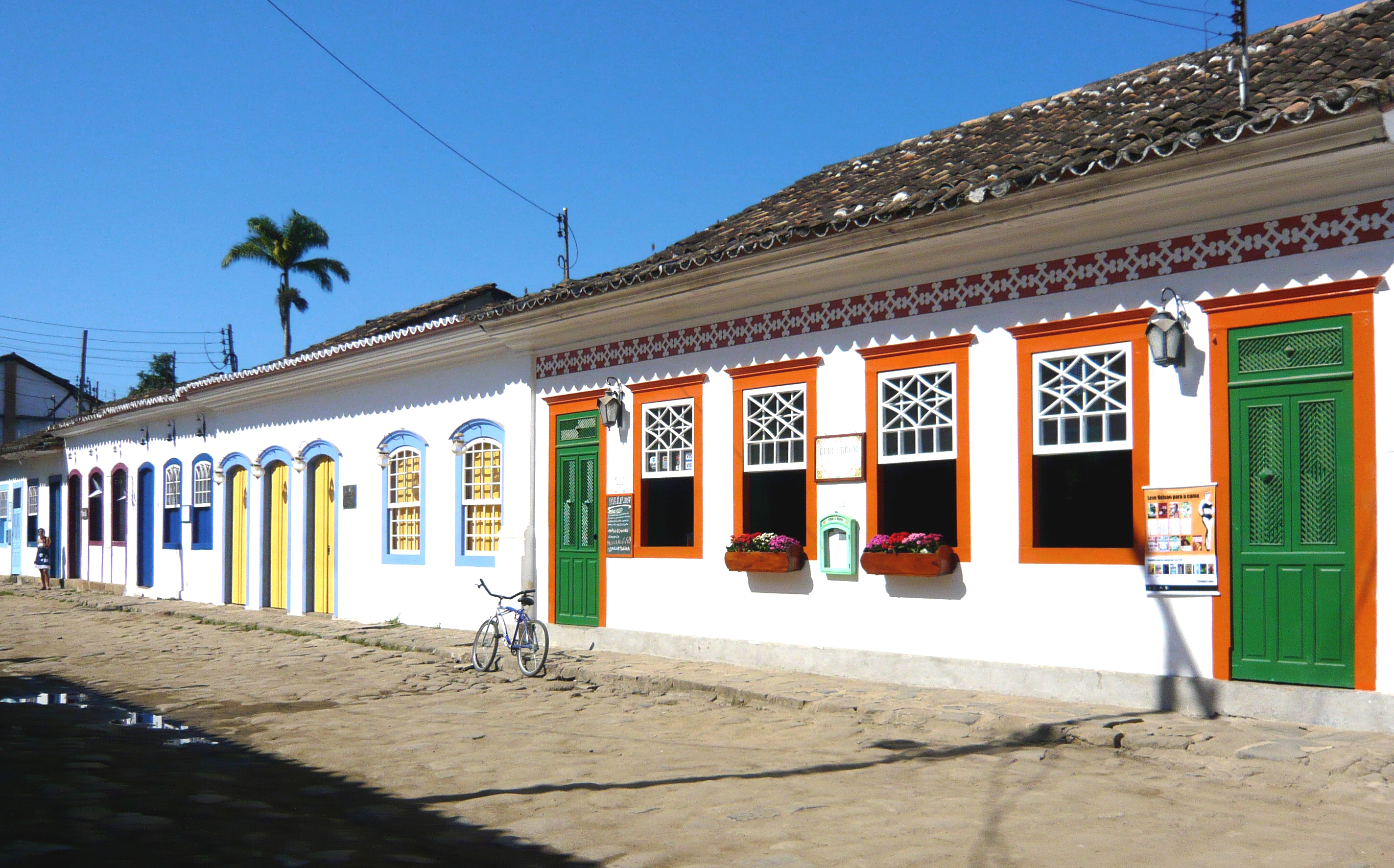
Calle en Parati

A orillas del océano, entre dos ríos, Paraty está a una altitud media de apenas 5 m, lo que hizo que la ciudad fuera proyectada teniendo en cuenta el flujo de las mareas. Como resultado, muchas de sus calles son periódicamente inundadas por el mar.
La ciudad fue, durante el período colonial brasileño (1530-1815), sede del puerto exportador de oro más importante de Brasil. Hoy es el centro de un municipio con 930,7 km² de superficie y una población de 77 062 habitantes (densidad demográfica: 35,6 h/km²).

El centro histórico de la ciudad está muy diferenciado y caracteriza la localidad por su arquitectura exclusivamente colonial, muy bien mantenida, con calles dispuestas en damero (cuadrícula regular), con empedrado. Cuenta con gran cantidad de iglesias de ese período.
La ciudad, junto con Ilha Grande, fue declarada Patrimonio de la Humanidad por la UNESCO en 2019.

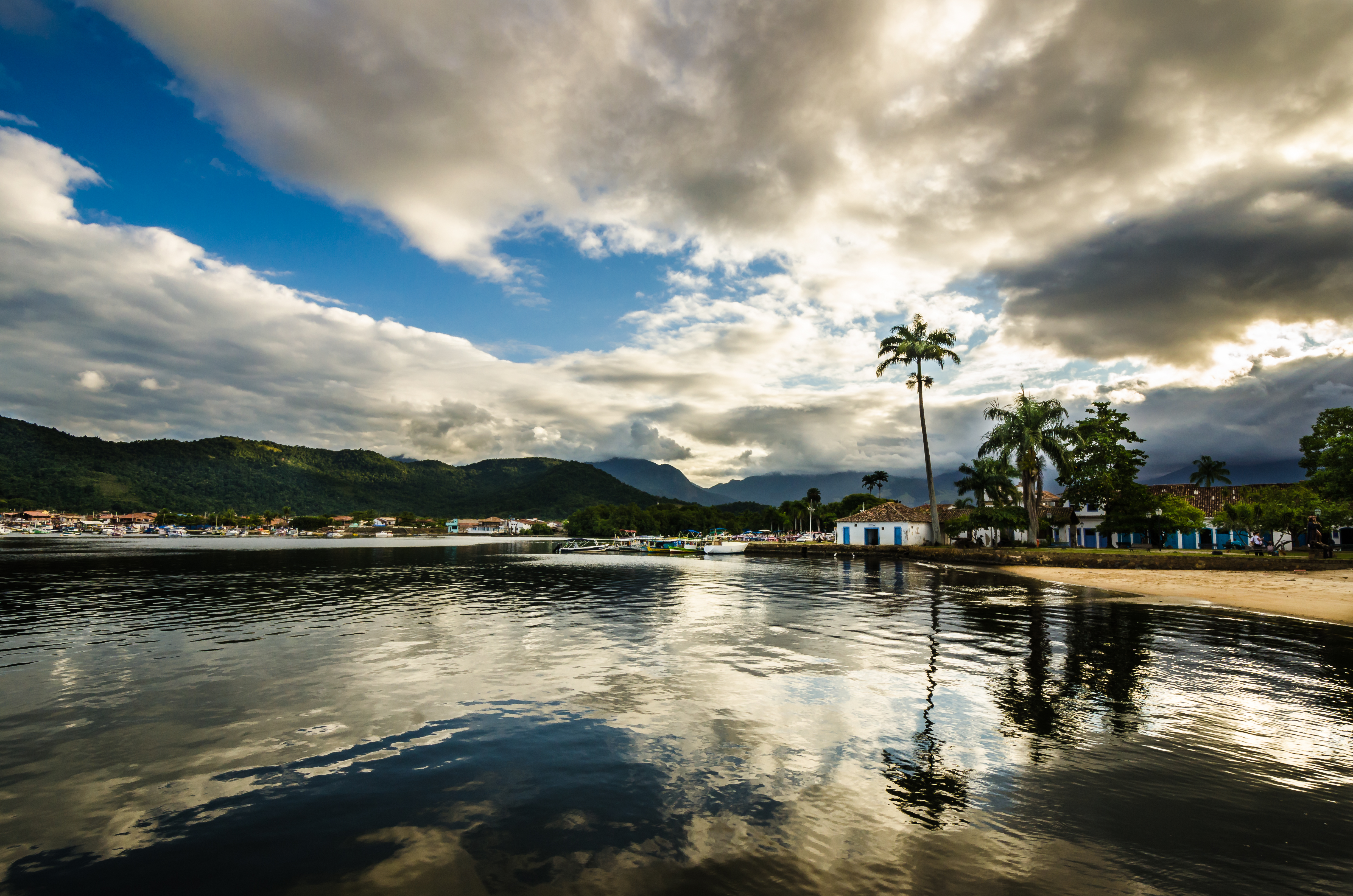
Casco histórico de Paraty visto desde el mar

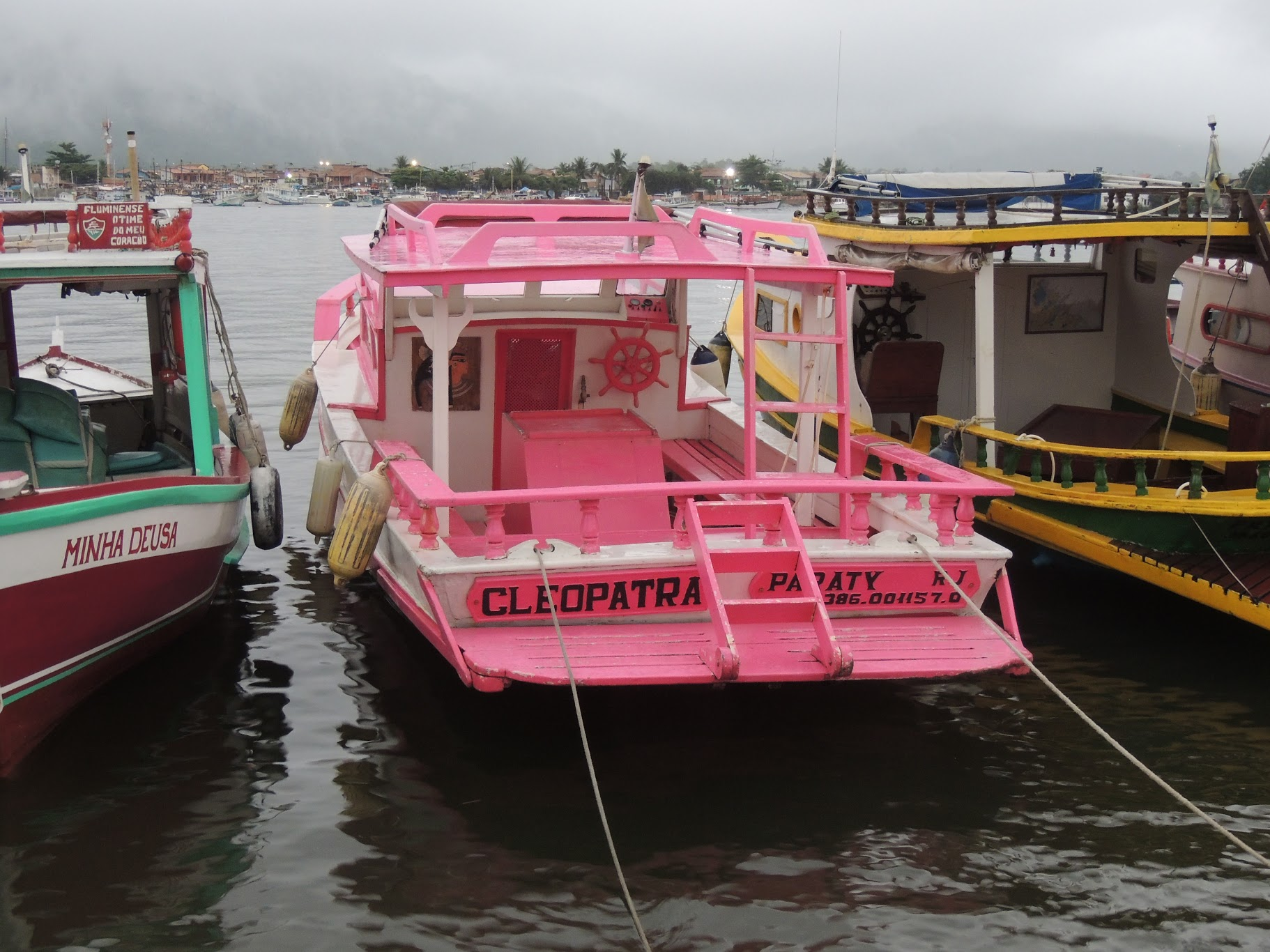
Embarcaciones amarradas en la Bahía de Parati

En la Bahía de Parati, y en pleno centro histórico de la ciudad, se encuentra un embarcadero donde tienen amarre una gran cantidad de embarcaciones muy coloridas y pintorescas, siendo reconocido como uno de los lugares más representativos de la localidad. Muchas de estas embarcaciones ofrecen paseos por la bahía.

## El Sitio Mixto Patrimonio de la Humanidad – Paraty e Ilha Grande: cultura y Biodiversidad[2]
El 5 de julio de 2019, una porción territorial comprendida entre el municipio de Paraty e Ilha Grande, en Angra dos Reis, ubicada en la región del estado brasileño de Río de Janeiro conocida como “Costa Verde”, tuvo sus copiosos valores culturales y naturales reconocidos internacionalmente, volviéndose el primer sitio mixto brasileño a integrar la lista de los Patrimonios Mundiales de la UNESCO.
Con esta nominación la región queda reconocida como patrimonio natural y cultural, el área del Sitio Patrimonio Mundial comprende las siguientes unidades: el parque nacional da Serra da Bocaina, la reserva biológica estadual de Praia do Sul, el área de protección ambiental de Cairuçu, el centro histórico de Paraty y el cerro de Vila Velha.
La ciudad de Paraty ya era integrante de la Red de Ciudades Creativas de la UNESCO en el categorial gastronómico y tras ese reconocimiento se pone en valor la riqueza de la diversidad local. La región se caracteriza por el intercambio de las culturas indígena, africana y caiçara que se expresan en los bienes culturales de la ciudad, en los bienes que utilizan la tierra y el mar de forma sostenible, comprobando que la interacción hombre y naturaleza puede ser pacífica; el hecho de poseer hábitats naturales importantes y significativos para la conservación de la diversidad biológica también hizo que el área fuese declarada de importancia mundial. Paraty engloba una fusión de características propias del patrimonio material e inmaterial, remanentes de su poblamiento prehistórico y de su histórico colonial, conjugadas a las costumbres y cultura de las poblaciones tradicionales que aún habitan su territorio. Herencia y vida de los pueblos tradicionales que utilizan la tierra y el mar de forma sostenible, comprobando que la interacción hombre y naturaleza puede ser pacífica. Al coligarse a Ilha Grande, el sitio se vuelve aún más representativo con áreas de belleza natural extraordinaria.
Así, el territorio reconocido como patrimonio natural y cultural, comprende las unidades de protección ambiental: parque nacional da Serra da Bocaina (Paraty/RJ y Cunha/SP), reserva biológica estadual da Praia do Sul (Ilha Grande - Angra dos Reis/RJ); parque estadual da Ilha Grande (Ilha Grande - Angra dos Reis/RJ); área de protección ambiental de Cairuçu (Paraty/RJ); centro histórico de Paraty y el cerro de Vila Velha (Paraty/RJ).

## Cultura popular
Paraty fue lugar de producción de la película del 2011, La saga Crepúsculo: Amanecer Parte 1, protagonizada por Kristen Stewart y Robert Pattinson, llamándolo con un nombre, isla Esme en la película.